# Blue Train (vlak)

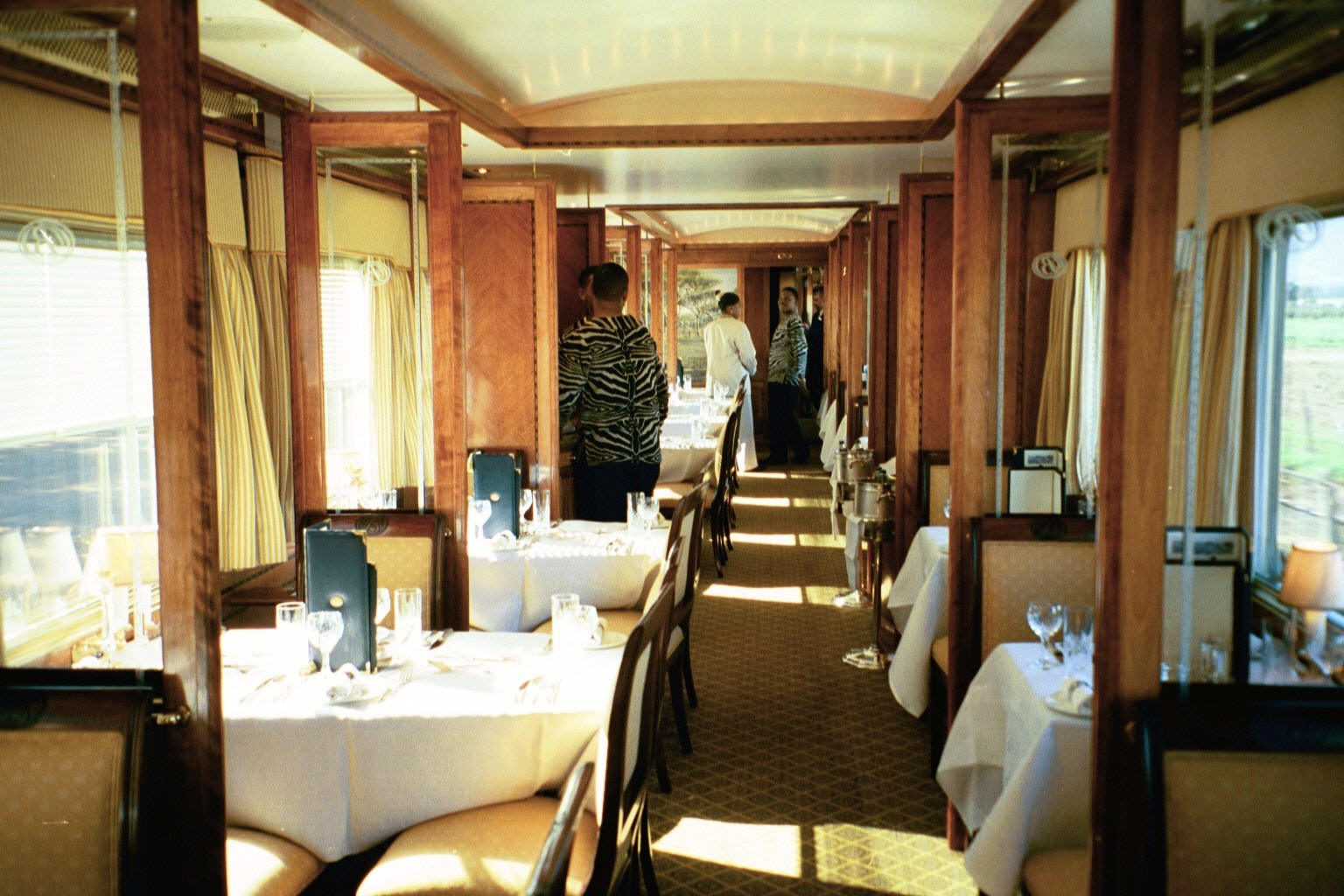
Interiér restauračního vozu Blue Train

Blue Train (česky: Modrý vlak) je luxusní osobní vlak, který projíždí zhruba 1600 kilometrů dlouhou trasu v Jihoafrické republice mezi městy Pretoria a Kapské Město. Cestující ve vlaku obsluhují stevardi, k dispozici jsou dva restaurační vozy (kuřácký a nekuřácký), vyhlídkový vůz a osobní vozy. Jednotlivá kupé jsou vzduchotěsná, mají své sociální zařízení (některá s běžnou vanou). Reklama provozovatelů o službě tvrdí, že jde o „velkolepý pojízdný pětihvězdičkový hotel“. Provozovatelé též upozorňují na množství králů nebo prezidentů, kteří vlakem cestovali.

## Dějiny
Počátky kvalitního vlakového spojení pro cestující na trase z Johannesburgu do Kapského Města k lodím odplouvajícím z tamního přístavu jsou u vlaků společností Union Limited a Union Express, které začaly provoz v roce 1923. Union Express zavedla luxusní služby jako jídelní vůz v roce 1933 a klimatizované vagony v roce 1939. Vagony rovněž disponovali tekoucí studenou i teplou vodou.
Po druhé světové válce byl provoz obnoven v roce 1946. Tehdy vlak převzal přezdívku modrý vlak, pocházející ze zbarvení vagonů, zavedeného v roce 1937, jako své oficiální jméno.
V roce 1997, tři roky po pádu apartheidu, byl vlak zrekonstruován a znovu uveden do provozu.

## Trasa
Do roku 2002 Blue Train obsluhoval čtyři trasy:
- hlavní trasu z Pretorie do Kapského Města,
- vyhlídkovou "Zahradní trasu" z Kapského Města do Port Elizabeth,
- trasu do Hoedspruitu podél západního okraje Kruger Parku,
- k Viktoriiným vodopádům v Zimbabwe.

Do roku 2004 byly poslední dvě jmenované trasy opuštěny. V roce 2007 pokračoval provoz pravidelně už jen na trati z Pretorie do Kapského Města, na objednávku ale také provozovatel nabízel trasy do Durbanu nebo do Bakubung Game Lodge, možné bylo také na zvláštní vyžádání vypravit vlak na libovolné místo v Jihoafrické republice, pokud tomu odpovídaly technické parametry trati.
Na trase z Kapského Města do Pretorie a zpět jezdí také jednou denně civilní osobní vlaky společnosti Shosholoza Meyl, dceřiné společnosti Passenger Rail Agency of South Africa (PRASA).

## Provoz v současnosti
Blue Train je nyní v majetku státní železniční společnosti pro přepravu cestujících (PRASA). V provozu jsou dva modré vlaky, a tak každý den odjíždí jeden z Kapského Města a druhý opačným směrem z Pretorie. V prvním vlaku je 37 oddílů pro 74 cestujících, ve druhém je 29 oddílů pro 58 cestujících, vyhlídkový vůz, který může sloužit též jako konferenční sál.
Cestovní rychlost vlaků Blue Train je 90 kilometrů za hodinu. Cesta mezi Pretorií a Kapským městem trvá 54 hodin.